# 丸栄運輸
丸栄運輸株式会社（まるえいうんゆ、英: Maruei Express Co., Ltd.）は、高知県高知市長浜に本社を置く日本の総合物流企業である。

## 概要
丸栄運輸は、高知県高知市に本社を置く総合物流企業である。主に、一般貨物自動車運送事業、貨物利用運送事業、倉庫業を展開している。物流のコンサルティグサービスも提供しており、配送にかかる費用を削減するため、最適な配送ネットワークの設計を行っている。高知県内だけでなく、全国に配送ネットワークを持っているため、クライアントのさまざまな要望に合わせた提案が可能。また、調達物流・生産物流・販売物流のすべてを任せることが可能で、メーカーからの原料の仕入れから生産、販売までのすべての業務を請け負い、自社の車両を活用しセンター運営から輸送までワンストップで対応している。他にも整備事業、タイヤ販売事業など幅広い物流サービスを提供している。拠点数は、事業所と倉庫・センターを合わせて5拠点。従業員数は120名。車両台数は100台である。関連会社に丸栄エクスプレス、Kmワークスなどがある。

## 事業内容

### 輸送事業
高知県内で独自のネットワークを構築しており、全国からの荷物を高知県内へのエリア配送することを得意としている。関東営業所、協力会社と連携し、自社車両100台を使って、全国への輸送も行っている。

### 倉庫保管業
高知県内最大の物流センターを保有している。広さだけでなく、天崎BPセンターは、倉庫海抜48メートルの台地に立っており、災害時を想定し、商品供給や工場生産再開時における迅速な資材供給を行なうための、原料・資材の備蓄スペースを確保しており、BCP対策に力を入れている。

### 3PL
荷主の物流コンサルティングを行い、最適な物流を提案。そして、資材調達、商品管理、流通加工、倉庫保管、輸配送までなどの物流業務をワンストップで受託することで、物流の効率化・物流コスト削減など、荷主のサプライチェーンマネジメントを行う。一括委託することで、今まで物流業務に割いていた自社の経済資源を中核業務に集中させることが出来る。

### 納品代行システム
倉庫に集約した商品を指定時間内に一括納品する納品代行サービスを行っている。メーカーのバックヤード機能を果たすことで、製品原料の保管スペースを省力化が可能。配送の車両台数の削減により、トータル物流コストの削減となる。リードタイムの短縮化・季節波動の在庫スペース吸収が可能になる。

### その他
高知県は日照時間が長く、県内最大の物流センターを保有している強みを活かして、太陽光発電事業を行っている。

## 歴史

### 創業
1972(昭和47)年2月に高知県高知市萩町で、丸榮運輸有限会社として森本勝猪が創業。1992(平成4)年に「丸榮運輸株式会社」に組織変更。創業当初は高知市萩町に拠点を置いていたが、1993(平成5)年4月に現拠点である高知市長浜に移転。1999(平成11)年5月に関連子会社として、高知トラック整備株式会社（現：Kmワークス）を設立。

### 倉庫業への参入
赤字だった事業も改善傾向にあったが、このまま実運送のみで収益を上げることは、いずれ限界が来ると考え、2003(平成15)年に本社に1,100坪の倉庫を併設し、倉庫業を開始する。2005(平成17)年11月には、土佐市塚地に丸栄運輸初の物流センターである土佐配送センターを開設。2007(平成19)年11月には、土佐市新居に丸栄運輸物流センターを開設。敷地面積5,000坪、建坪3,000坪、全8室、全天候型のセンターとなっており、当時、県下最大の規模を誇る物流センターだった。ここから丸栄運輸の本格的な倉庫事業が始まった。倉庫業に注力したことが当たり、事業は急速に成長。

### BCP対策へのシフト
2011年3月に東日本大震災が起こった際、被災地の物流機能が停止する事態となった。高知は今後発生すると予想されている南海大地震の被害が最も大きい地域の一つとされており、有事の際にも停止しない物流環境が必要だと考えた。そして、2011年11月には、BCP対策に注力したセンター構築計画を開始した。あらゆる角度からBCP対策の検討を重ね、企画を立案。最適な立地を求めて、いくつもの候補地とその周辺環境を調査を行った。そして、翌年2012年11月に新物流センター用の土地を購入。同年12月には造成工事に着手。地震対策を万全にするために、硬い岩盤の土地に30mの深さまで杭を150本打つなど、難工事だった。建物の設計図は、何度も繰り返し修正、変更が加えられた。様々な困難を乗り越え、2014(平成26)年4月、土佐市高岡町に海抜48m、面積10,000坪の高度なBCP対策が施された天崎BPセンターが完成。2015(平成27)年7月にはダイドードリンコ四国配送センターを運用することになった。

## コーポレート・アイデンティティ

### 社名
社名は当初、東洋一の会社にしたいと考え「東洋運輸」にしようとしたが、市内に既に同一の商号が登記されていたため断念した。当時は現行の会社法が施工される前の旧商法による、類似商号規制が強く、同じ市区町村の内で、同一の（又は類似する）商号を、同一の営業のために使用することが出来なかった（現在は緩和されている）。次に考えたのは、大きく栄えるで「大栄運輸」にしようとしたが、これも同一の商号が登記されていた。それであれば丸く栄えようと考え、最終的に「丸栄運輸」となった。
関連子会社の「MARUEI EXPRESS」という社名は、当時「運送」や「運輸」といった社名が多数だった物流業界で、洗練されたイメージを付けるために作られた。また、当時の高知県では社名に「エクスプレス」を使っている運送会社がいなかったため、「エクスプレス」といえば「MARUEI EXPRESS」のイメージを作れると考えたことも理由の1つである。

### ロゴマーク
現在のロゴマークは、「輝く未来へ向けて進む」という意味を込めて3本の線が光に向かって1本に収束していくような形に作られている。

### 企業理念
1. 顧客第一に、創意と誠実な心をもって確かな物流サービスを提供し続けます。
2. お客様に信頼されるパートナー企業としてお客様とともに成長発展します。
3. 社員の幸福を追求し、社員とともに成長する企業を目指します。

### 行動方針
1. 安全を第一に、コンプライアンスを重視したプロフェッショナルとしてのサービスを提供する。
2. 確実迅速なサービスの提供に努め、顧客の信頼に応える。[7]

## テレビCM
2019年より、高知さんさんテレビにて企業イメージCMを放映。

### 内容
コンセプトは、企業ロゴと同じ「輝く、未来へ」であり、5種類のCM全てがこの言葉で締められている。内容は、家族のために丸栄運輸のトラックドライバーとして働く父と幸せな家族を描いた内容となっている。CMは全5種類あり、家族で公園で遊ぶパターンやホットケーキを作り、その上にトラックの絵を描くといったパターンなどが存在する。

### 反響
CMの1つに、子供が丸栄運輸のトラックを模したモデルカーで遊ぶ姿を描いたものがあったが、放映直後「作中に出てくるトラックのモデルカーが欲しい」といった問い合わせがあり、予定には無かったが急遽、トラックモデルカーのプレゼント企画を立案。丸栄運輸が実際に使用している型の43分の1スケールモデルカーを取り寄せ、プレゼント用モデルカーを制作することになった。このモデルカーはかなりクオリティが高いものとなっており、型が全く同じであるだけでなく、丸栄運輸の本物のトラックを塗装しているKmワークスで塗装している。しかも、本物の乗用車と同じく3度塗りを行っているが、本来、3度塗りは自動車や外壁など雨風に当たるようなものに対して、色褪せやひび割れなどを防ぐために下塗り、中塗り、上塗りと3度塗装を行う本格的な塗装であり、プラモデルに行うものではない。しかし、Kmワークスはプラモデル塗装の仕事は初めてだったため「丸栄運輸のトラックの様に塗装してくれ」という依頼に対し、普段トラックに行うように3度塗りを行った。結果、40台のプロ仕様モデルカーが完成した。そして、プレゼント企画用のCMが制作され、募集がかけられた。問い合わせでは、子供が欲しいという声が多かったため、募集対象は高知県内の小学生以下の子供に限られたが、最終的には40台のモデルカーに対して、748件の応募が集まった。これは企画陣の想定を大きく超えた結果であった。抽選は公平公正を期すために丸栄運輸の公式YouTubeにて、LIVE配信抽選会を行った。

## 沿革
- 1972年(昭和47)2月 - 丸榮運輸有限会社(資本金520万円)設立
- 1992年(平成4)6月 - 丸榮運輸株式会社に組織変更 資本金1,000万円に増資
- 1993年(平成5)4月 - 本社を高知市萩町から高知市長浜に移転（現在地）
- 1999年(平成11)5月 - 関連子会社　高知トラック整備株式会社(資本金2,450万円)設立
- 2003年(平成15) - 倉庫業取得
- 2004年(平成16)12月 - ISO 9001認証取得　※2018年1月返上
- 2005年(平成17)11月 - 土佐配送センターを開設(旧物流センター)
- 2006年(平成18) - 本社営業所が安全性優良事業所として認定される
- 2007年(平成19)11月 - 物流センター移転（現在地） 旧物流センターを土佐配送センターとして開設
- 2009年(平成21)4月 - 関連子会社　丸栄エクスプレス株式会社(資本金500万円)を設立
- 2014年(平成26)4月 - 天崎ＢＰセンター完成[3]
- 2015年(平成27)7月 - ダイドードリンコ四国配送センター開設[4]
- 2017年(平成29)5月 - 栃木県小山市に関東営業所を開設[9][10][7]

## 事業所一覧
- 本社  〒781-0270　高知県高知市長浜4404-5　TEL 088-842-5511　FAX 088-842-6660
- 物流センター  〒781-1154　高知県土佐市新居67-1　TEL 088-828-6515　FAX 088-828-6522
- ダイドードリンコ　四国配送センター  〒781-1154　高知県土佐市新居67-1　TEL 088-856-2262　FAX 088-828-6522
- 天崎BPセンター  〒781-1104　高知県土佐市高岡町丁59-2　TEL 088-855-5555　FAX088-855-7888
- 土佐配送センター  〒781-1153　高知県土佐市塚地1033-1　TEL 088-852-1720 　FAX 088-852-1725
- 関東営業所  〒323-0158　栃木県小山市梁2300番1　TEL 0285-39-7715 　FAX 0285-39-7745[7]